# Caelostomus subsinuatus
Caelostomus subsinuatus is een keversoort uit de familie van de loopkevers (Carabidae). De wetenschappelijke naam van de soort is voor het eerst geldig gepubliceerd in 1883 door Chaudoir In Oberthur.